# Suicide or Be Killed!
Albums de Vermeth
Your Ruin...
(2001)
Suicide Or Be Killed! est le deuxième album du groupe de black metal français Vermeth. Il fut publié en 2008 sur le label Drakkar Productions.

## Titres
| No  | Titre                           | Durée |
| --- | ------------------------------- | ----- |
| 1.  | Intro                           | 1:01  |
| 2.  | Suicide Or Be Killed            | 3:19  |
| 3.  | Ave Satanas                     | 3:25  |
| 4.  | Necromancer                     | 4:35  |
| 5.  | From The Depths...              | 3:29  |
| 6.  | Total Annihilation - Armageddon | 3:48  |
| 7.  | Malediction                     | 5:20  |
| 8.  | The Gates Of Chaos              | 2:55  |
| 9.  | Flame Of Hate (Torgeist cover)  | 3:21  |
| 10. | Outro                           | 0:59  |